# Kertitörpe-kommandó
A Kertitörpe-kommandó (eredeti cím: Gnome Alone) 2018-ban bemutatott kanadai-amerikai 3D-s számítógépes animációs film. A rendezője Peter Lepeniotis, a producere John H. Williams és Danielle Sterling, a forgatókönyvírói Michael Schwartz és Zina Zaflow. A mozifilm forgalmazója a Netflix. Műfaját tekintve fantasyfilm és filmvígjáték.
Először 2018. október 2-án mutatták be a Netflix oldalán. Magyarországon is a Netflixre került fel.

## Cselekmény
Chloe és anyukája új környékre költözik, ahol a rózsaszín hajú lányt nem várt bonyodalmak veszik körbe. Először is az új iskola, három népszerű diáklány és egy stréber szomszéd fiú, vagyis az átlagos dolgok nehezítik meg az amúgy is visszahúzódó 'Pinky' helyzetét, mígnem egy nap különös szörnyecskék, gömb alakú troggok támadnak rá a házukban.
Életre kelő kertitörpék segítenek harcolni a szörnyek ellen, akikről kiderül, hogy egy másik dimenzióból érkeznek. Chloe és a törpék összefognak, hogy legyőzhessék a  troggokat és főleg a Mega troggot, ami el akarja pusztítani a földi világot.

## Szereplők
| Szereplő    | Eredeti hang        | Magyar hang        |
| ----------- | ------------------- | ------------------ |
| Chloe       | Becky G             | Laudon Andrea      |
| Liam        | Josh Peck           | Baráth István      |
| Catherine   | Tara Strong         | Németh Kriszta     |
| Jess        | TBA                 | Tarr Judit         |
| Brittany    | Olivia Holt         | Pekár Adrienn      |
| Trey        | Nash Grier          | Gacsal Ádám        |
| Chelsea     | Madison De La Garza | Hermann Lilla      |
| Tiffany     | Madison De La Garza | TBA                |
| Alpha       | Patrick Stump       | Háda János         |
| Bravo       | Patrick Stump       | Pusztaszeri Kornél |
| Charlie     | Patrick Stump       | Barbinek Péter     |
| Quicksilver | Jeff Dunham         | Harsányi Gábor     |
| troggok     | Fred Tatasciore     | Seszták Szabolcs   |
| Zamfeer     | David Koechner      | TBA                |